# Robert Bevan
Pour les articles homonymes, voir Bevan.
Robert Polhill Bevan est un peintre et un dessinateur britannique, né le 5 août 1865 à Hove et mort le 8 juillet 1925 à Londres.

## Biographie
Robert Bevan est issu d'une longue lignée de banquiers. Son père, Alexander, a choisi le village de Cuckfield comme lieu de villégiature et y fait construire un vaste domaine.
En 1890, il part pour Pont-Aven avec son ami Eric Forbes-Robertson.
Robert Bevan épouse à Varsovie en décembre 1897 Stanislawa de Karlowska, artiste peintre d'origine polonaise, dont un fils, le publicitaire R. A. Bevan.
À compter du printemps 1907, tous les samedis, lui et Spencer Frederick Gore, Walter Sickert, Harold Gilman, Anna Hope Hudson et Ethel Sands, Lucien Pissarro, William Rothenstein et son frère Albert Rutherston, prennent l'habitude de se réunir dans un atelier situé 19 Fitzroy Street. Ils constituent, de façon informelle, le « Fitzroy Street Group ».
En 1909, il fait partie du comité d'organisation du 2e London Salon organisé par l'Allied Artists' Association.
Au printemps 1911, il est l'un des membres fondateurs du Camden Town Group.

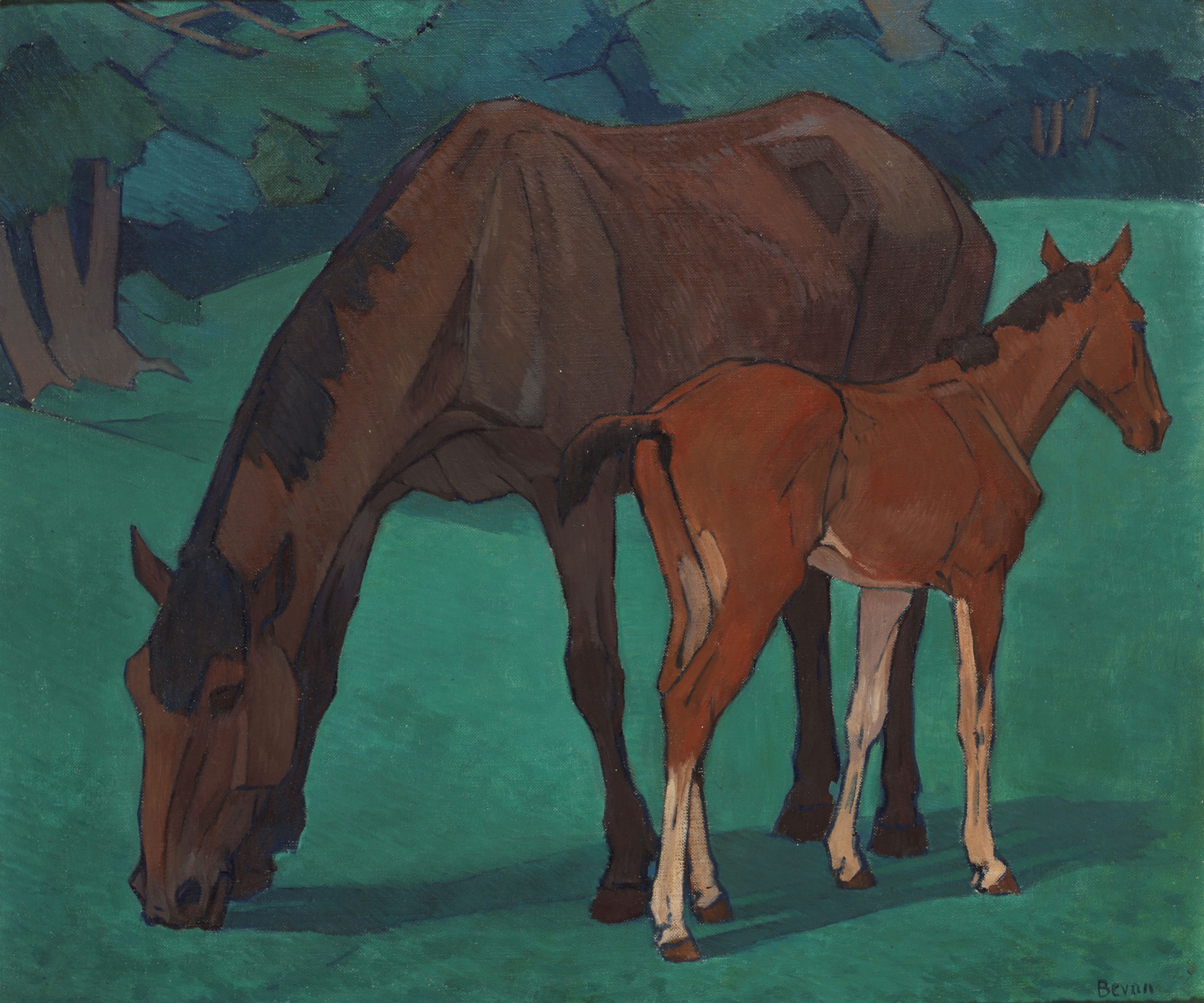
Mare and Foal (1917), huile sur toile, coll. priv.

En 1913, il rejoint The London Group.
En janvier 1914, il forme avec Gilman et Charles Ginner, le Cumberland Market Group (en), et publient un manifeste dans New Age, affirmant tourner le dos à l'académisme mais aussi au post-impressionnisme décoratif, et favoriser des sujets picturaux urbains, réalistes, et populaires. En 1915, John Nash les rejoint. Par la suite, les Américains Edward McKnight Kauffer et Christopher Nevinson se joignent à eux. Le groupe disparaît en 1919.
En 1921 Bevan organise, avec Ginner, l'exposition intitulée Un Groupe de Peintres Anglais Modernes à la galerie Druet (Paris) réunissant des œuvres de Stanisława de Karłowska, Gilman, E.M. O'Rourke Dickey, McKnight Kauffer, John Nash, Edward Wadsworth, William Roberts et Ethelbert White.